# Chartreuse de Litomyšl
La chartreuse du Buisson-Notre-Dame, en tchèque : Kartouza Tržek, Kartouza Keř P. Marie,  ou Kartouza Hájek P. Marie, en latin : Rubus S. Mariae, était un monastère de l'ordre des Chartreux, construit en 1378 sur le domaine épiscopal de Tržek, dans l'évêché de Bohême orientale de Litomyšl. En 1389, la plupart des moines ont quitté la chartreuse, les derniers moines les ont suivis en 1394. La chartreuse Tržek était la troisième chartreuse de Bohême et de Moravie après Prague et Brno. Tržek est située à cinq kilomètres au nord-ouest de Litomyšl, région de Pardubice en République tchèque.

## Histoire
Albert de Sternberg (de), évêque de Litomyšl, par un acte signé en 1378, donne dans le voisinage de son château de Tržek, un pavillon de chasse et un terrain appartenant à sa mense épiscopale, qu'il dédommage par ses biens patrimoniaux, afin d'y fonder une chartreuse sous le nom de chartreuse du Buisson-Notre-Dame. Il fait, à ses frais, l'acquisition de trois domaines en Moravie et les destine à la dotation du monastère, dont l'église était déjà construite ainsi que trois cellules lorsque s'installe le recteur, Jean de Lampach, avec deux autres religieux de chœur et deux convers. 
Le 22 août 1378, il achète à Půta von Wildenberg (z Wildenberka az Loštic ), Dolany et Tovéř  pour assurer la sécurité économique de la chartreuse  et le 8 mai 1379, il achete à  Beneš et Proček von Wildenberg auf Bouzov, Moravičany et Palonín. Les quatre localités se trouvent toutes en Moravie et appartiennent au diocèse d'Olomouc . 
Dans la charte de fondation du 24 décembre 1378, Albert de Sternberg détermine que la chartreuse doit être composée de douze moines et d'un prieur. En même temps, il s'engage à achever la construction de l'église du monastère, dédicacée à l'Assomption de Marie et Jean le Baptiste, qui était commencée, et à ériger un complexe monastique fortifié composé de quinze cellules de moines en briques, sacristie, chapelle, réfectoire, cloître, cuisine, cave voutée, puits et autres installations nécessaire. 
Le fondateur promet de porter jusqu'à quinze le nombre des cellules et de faire bâtir les autres édifices nécessaires ; mais il meurt début 1380, et est enterré dans le monastère des Chanoines réguliers qu'il avait établi à Sternberg (de). 
Il est immédiatement question d'abandonner la chartreuse. Trois raisons militent contre elle. La première vient de ce que les chanoines de Litomyšl n'avaient pas donné leur consentement à la cession du terrain ; mais le successeur d'Albert de Sternberg, Jean Sobeslav, supprime la difficulté en obtenant le consentement. La seconde raison est tirée de la situation du monastère, trop exposé aux bruits du monde, dans le voisinage d'une cité et d'un fort. La troisième raison est l'insuffisance de la dotation; ce qui oblige en 1386 de transférer ailleurs deux religieux de la chartreuse. Aussi, l'année suivante, le chapitre général tenu à Mauerbach par les chartreux de l'obédience romaine, à cause du schisme d'Occident, confie au prieur de Prague le soin d'examiner s'il est opportun de changer de lieu le monastère récemment établi. 
L'inconvénient est aussi que les lieux sont  trop éloignés de Tržek. Pour cette raison, l'objectif est de rapprocher la chartreuse des marchandises, ce qui doit faciliter leur gestion et sécuriser la nourriture des moines. Cependant, Dolanay et ses environs appartiennent au diocèse d'Olomouc, le consentement de l'évêque Peter Jelito (de) doit être obtenu. Il l'accorde peu de temps avant sa mort en 1387. 
En 1389, il est donc décrété que la chartreuse du Buisson-Notre-Dame se transporterait dans un des domaines qu'elle possède en Moravie, à Dolany au diocèse d'Olmutz, et qu'elle prendrait le nom de chartreuse de la Vallée-de-Josaphat. Le pape Boniface IX confirme cette ordonnance, et l'évêque du lieu, de son côté, donne son approbation de concert avec ses chanoines.  Mais l'évêque de Litomyšl aurait voulu garder les chartreux près de lui, et il négocie en ce sens, promettant de suppléer aux ressources qui font  défaut. Le Chapitre général de l'ordre tient compte de ses désirs, tout en insistant pour que les promesses soient accomplies sans retard. Il nomme même en 1390 un recteur pour le Buisson Notre-Dame, mais, quatre ans plus tard, la translation décrétée reçoit une sanction définitive.
En 1388, la plupart des chartreux, avec l'approbation du margrave Jobst, quittent Tržek en Bohême orientale et se rendent à Dolany, qu'ils possèdent déjà. Certains des moines restent encore à Tržek. Les derniers moines quittent la chartreuse de Tržek en 1394. Pendant les guerres hussites , le monastère est en grande partie détruit au printemps 1421 et par la suite laissé à l'abandonne.
Seule la place Na kartouzách rappelle l'ancienne chartreuse de Tržek .

## Prieurs
Le prieur est le supérieur d'une chartreuse, élu par ses comprofès ou désigné par les supérieurs majeurs.
- 1378 : Jean de Lampach (Jan z Lenpachu) (†1415), recteur puis prieur, venant de la chartreuse Saint-Michel de Mayence, transféré à Prague.
- Étienne de Dolein (†1421) nommé premier prieur de la Chartreuse de Dolein en 1394 , comme certains des moines étaient initialement encore à Tržek, Etienne en était également responsable en tant que prieur.